# 세실 데이 루이스

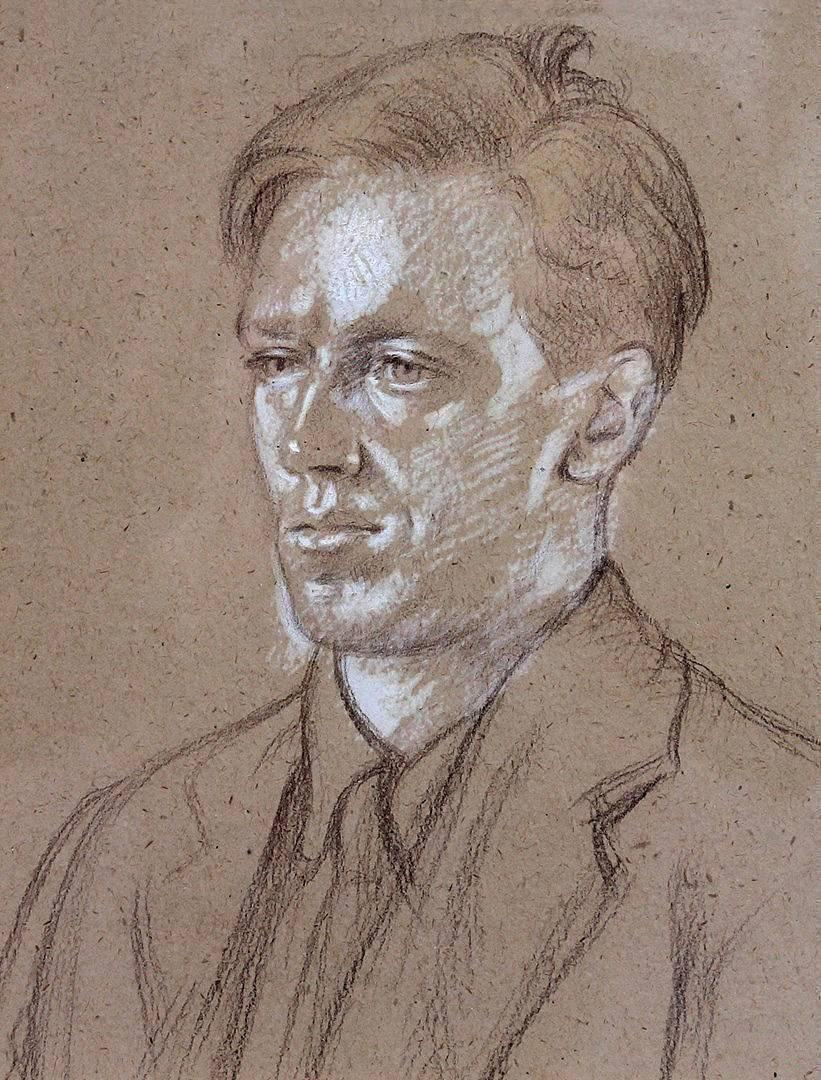

세실 데이 루이스(Cecil Day-Lewis, 1904년 4월 27일 ~ 1972년 5월 22일)는 영국의 시인이다.
옥스퍼드 대학 졸업. 오든과 먹니스, 그리고 스펜더들과 반(反)파시즘 운동에 시로서 참가하였다. 이른바 ‘오든 그룹’가운데 가장 전통적인 시풍을 가지며, 혁명의 정열이 식은 후는 개인적이고 내면적인 것을 주제로 하여 창작하게 되었다. 장편시 <이탈리아 방문>(1953)은 전통으로 기운 것을 표시하면서도 지성과 정열의 융합을 시도한 수작(秀作)이라 생각되고 있다. <전시집(全詩集)>(1954)이 있고 비평가로서도 <시의 이미지>(1947)가 있다. 또한 니콜라스 브레이크란 필명으로 탐정소설도 썼다.